# Nikolaos Gyzis
Nikolaos Gyzis (Grieks: Νικόλαος Γύζης) (Sklavochori, Tinos, 1 maart 1842 - München, 4 januari 1901) was een Grieks kunstschilder.
Gyzis wordt door velen beschouwd als een van de belangrijkste Griekse schilders uit de 19e eeuw. Zijn bekendste werk is het schilderij Eros and the Painter. Deze is in mei 2006 geveild in veilinghuis Bonhams in Londen, na voor het laatst te zijn tentoongesteld in 1928 in Griekenland. Gyzis was het toonbeeld van de Munich School, de belangrijkste 19e-eeuwse kunstbeweging.

## Zijn leven
Gyzis werd geboren op het eiland Tinos, een eiland met een rijke artistieke historie. Toen zijn familie zich in Athene vestigde, ging hij studeren aan de Athens School of Fine Arts. Zijn studie daar vormde de basis van zijn artistieke opleiding en hielp hem om zijn natuurlijke vaardigheid in het schilderen te ontwikkelen.
In 1865 verruilde hij zijn opleiding in Athene voor de Akademie der Bildenden Künste in München, waar hij de rest van zijn leven zou blijven wonen. Hij werd al snel opgenomen in het Duitse picturale klimaat, en werd een van de meest karakteristieke vertegenwoordigers van de Griekse artistieke beweging van de school te München. Dit komt tot uiting in het schilderij News of Victory of 1871 dat gaat over de Frans-Pruisische Oorlog en het schilderij Apotheosis i Thriamvos tis Vavarias.
Vanaf 1886 was hij professor aan de Akademie der Bildenden Künste in München, en geleidelijk schakelde hij over van gedetailleerde realistische afschilderingen naar composities van een enkel impressionistisch karakter. Tot zijn leerlingen behoorden Anna May-Rychter en Stefan Popescu (een Roemeens kunstschilder).
Aan het begin van de jaren 70 van de 19e eeuw keerde hij voor een aantal jaren terug naar Griekenland, waar hij een aantal Griekenland gerelateerde schilderijen maakte, zoals the Carnival at Athens and the Arravoniasmata en wat later het schilderij After the destruction of Psara. Tegen het einde van zijn leven, in de jaren 90 van de 19e eeuw, richtte hij zich op meer religieuze thema’s. Zijn bekendste werk uit die periode was Triumph of Religion. Zijn werken zijn vandaag de dag tentoongesteld in musea en privécollecties in Griekenland, Duitsland en andere landen.
Gyzis' schilderij The Secret School was afgebeeld op de achterzijde van een partij Griekse 200 biljetten van 1996 tot 2001.

## Galerij

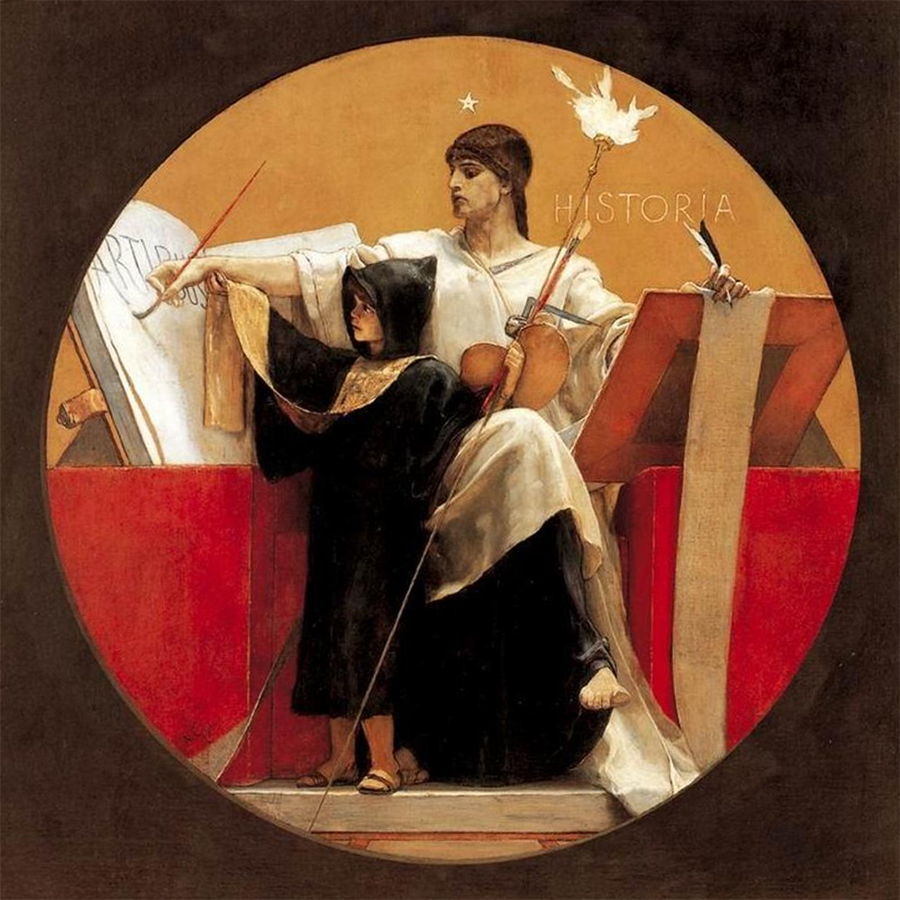
Historia (1892)
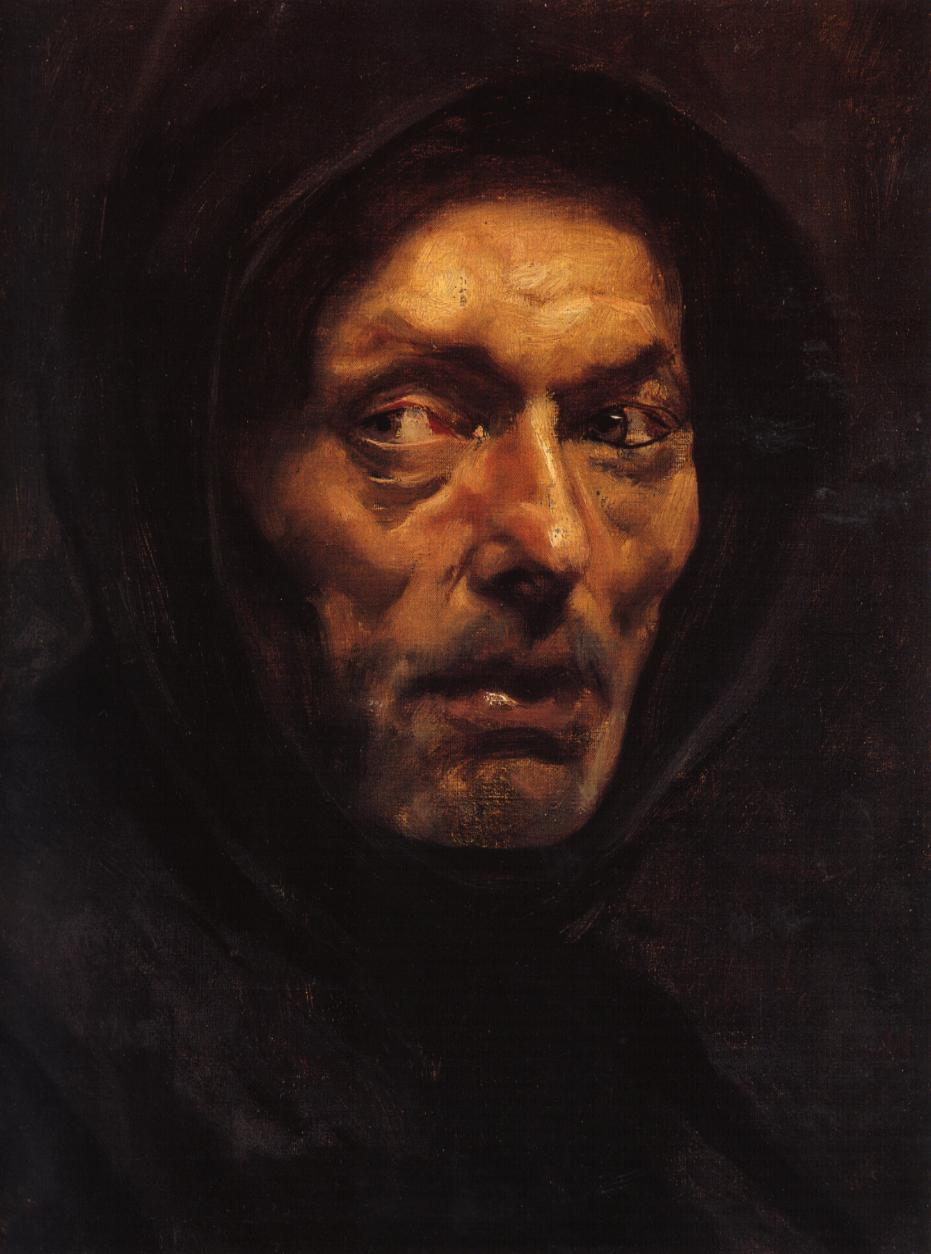
Capuchin monk
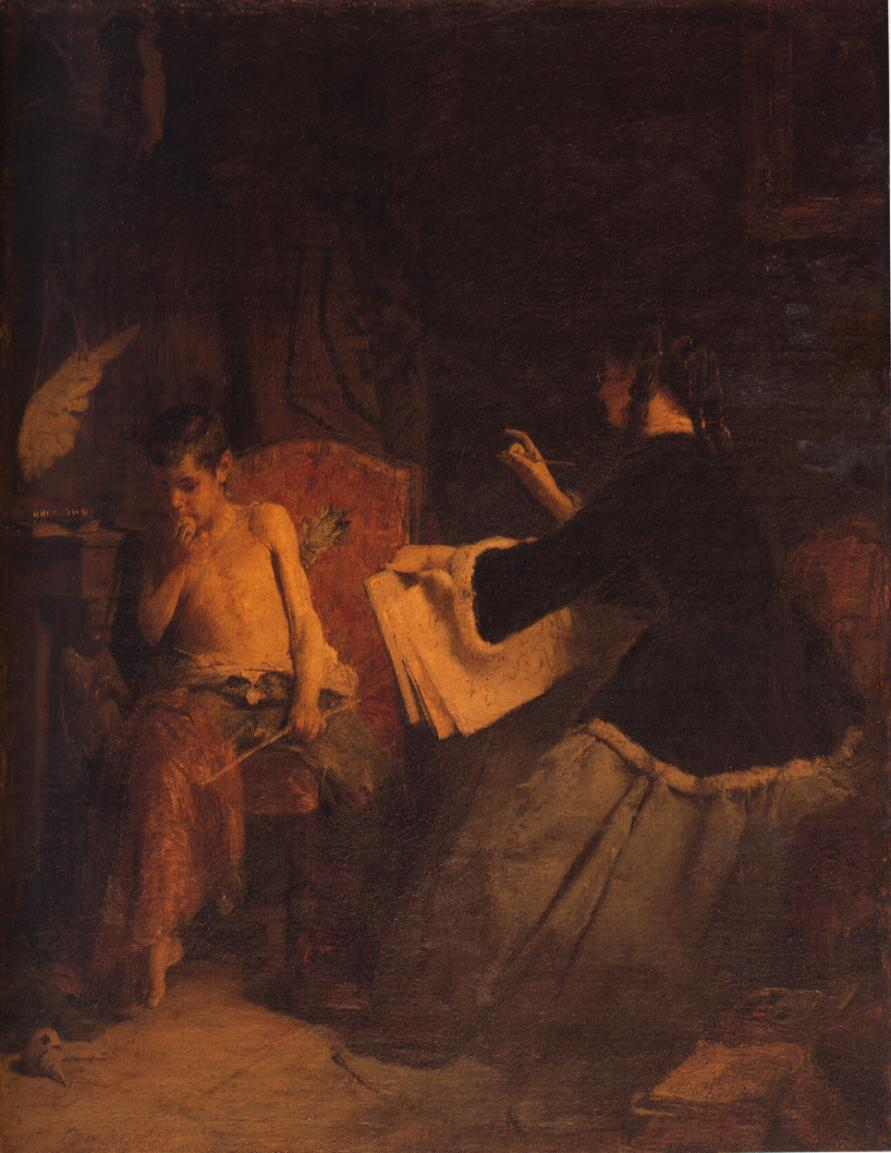
Eros and the Painter
Learning by Heart
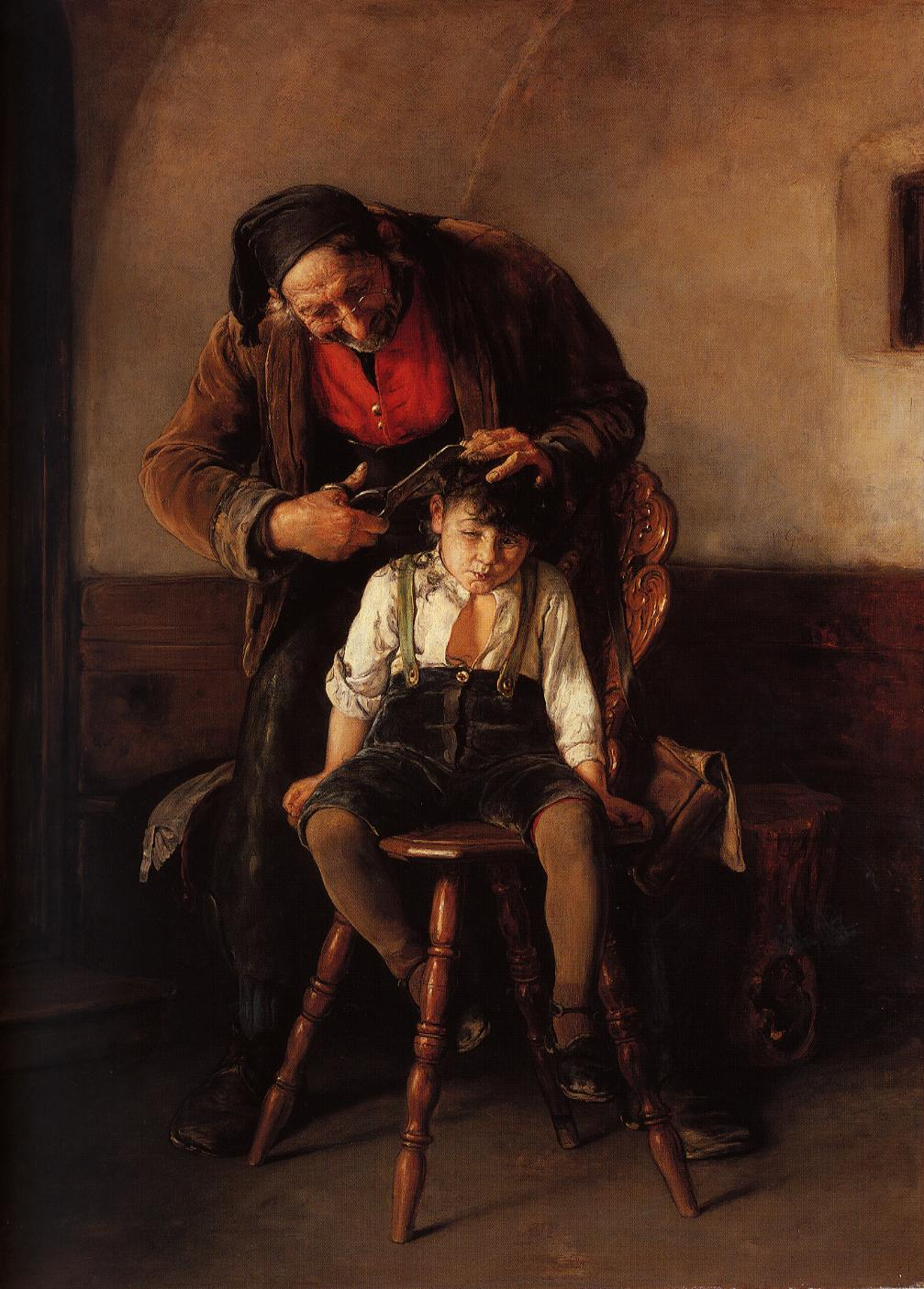
The Barber (1880)
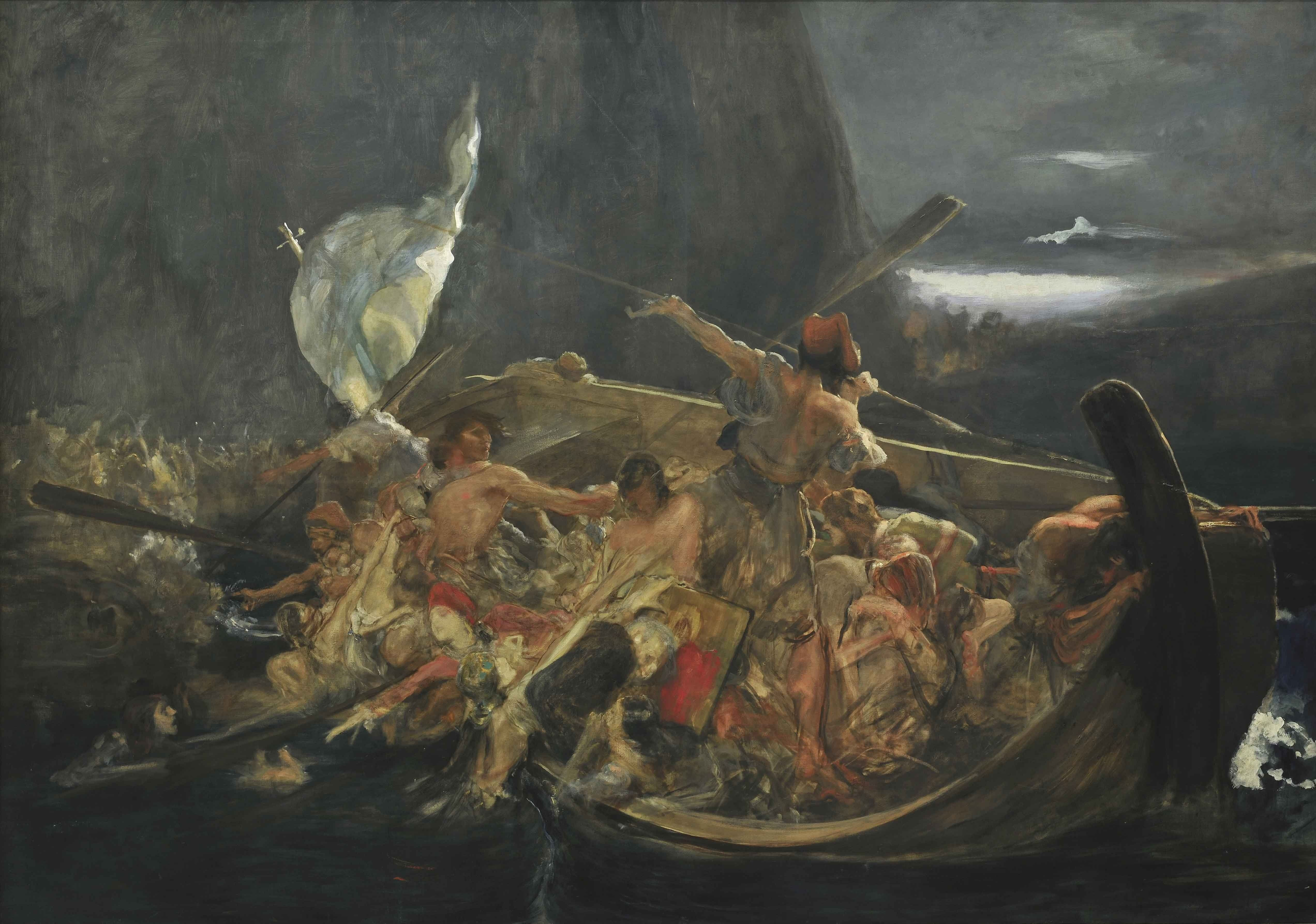
After the destruction of Psara
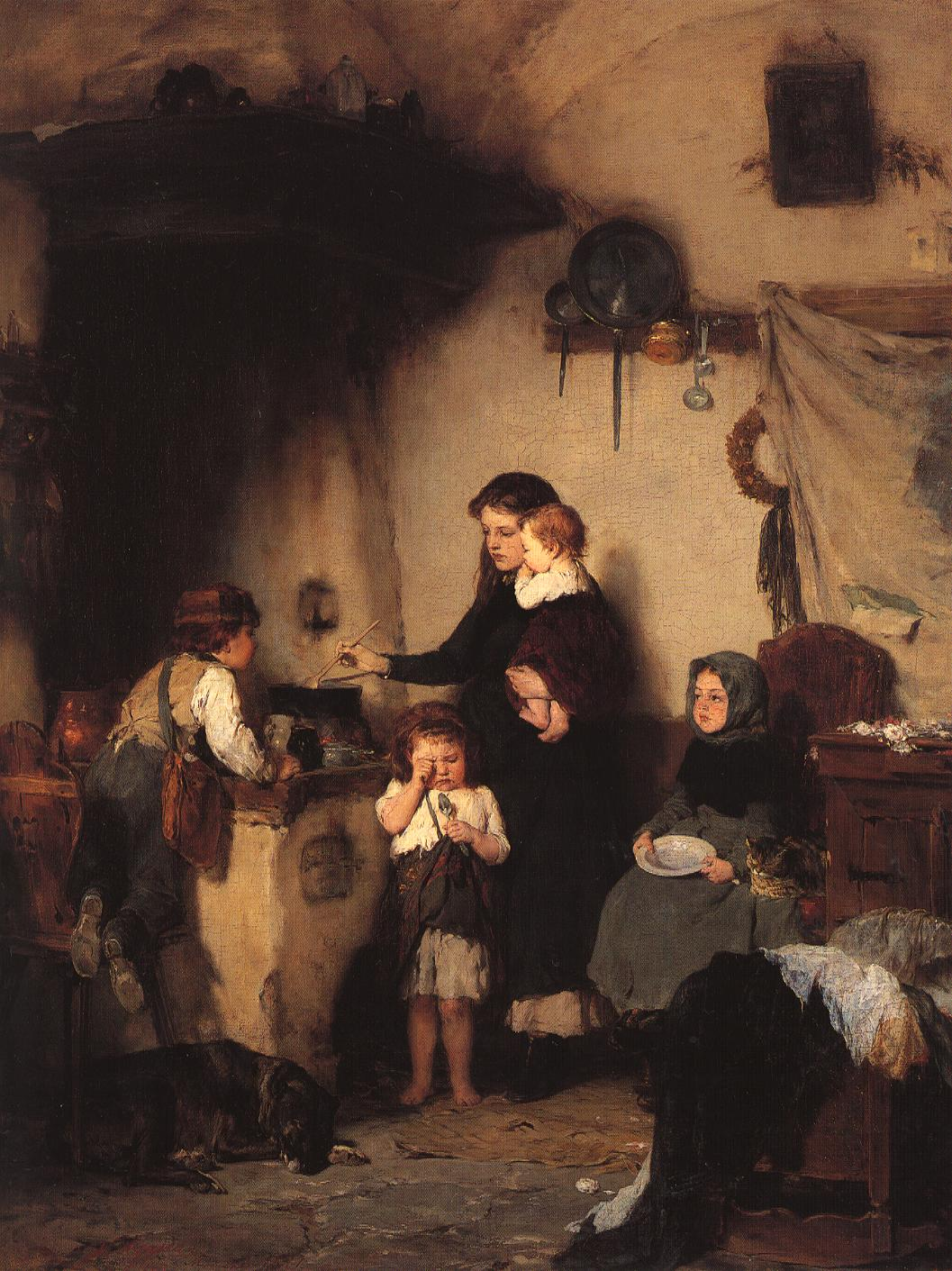
The orphans
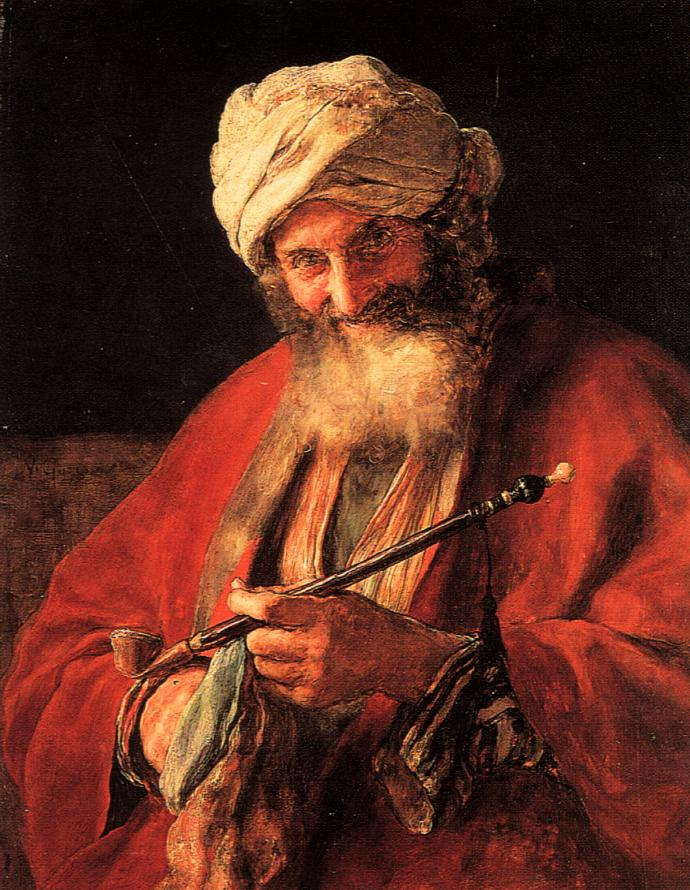
Oriental man with pipe
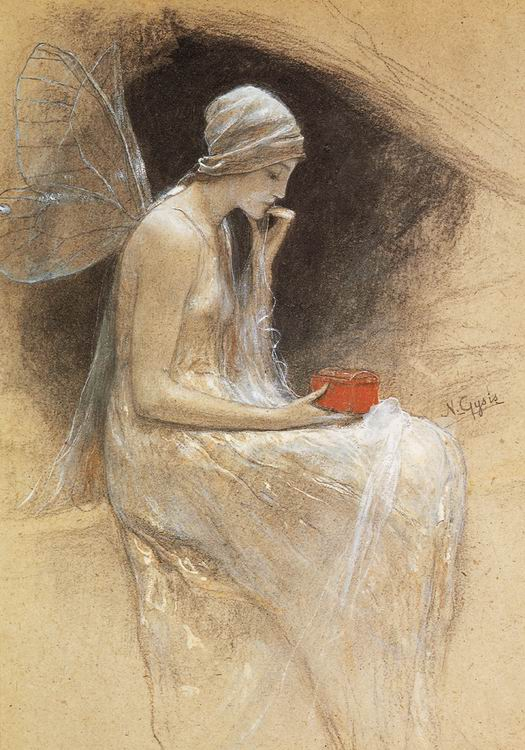
Artist's psyche
Oriental Warrior
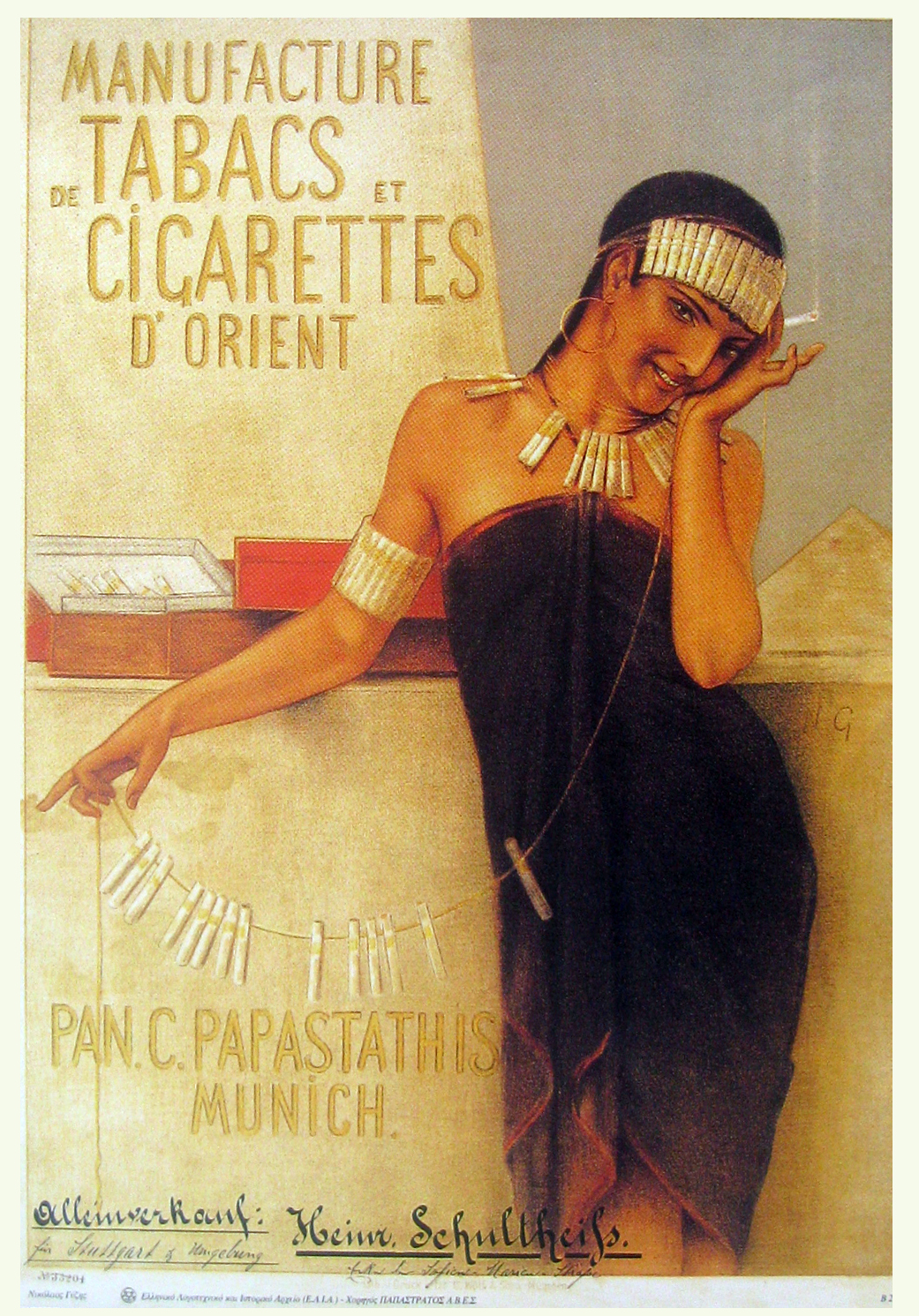
Advertentie voor een tabaksmerk